# Peter den stores sjöfästning
Peter den stores sjöfästning var ett ryskt projekt för att skydda Sankt Petersburg i början av 1900-talet.
Efter rysk-japanska kriget (1904 - 1905) var den kejserliga ryska flottan i stort sett utplånad och det var ett starkt ryskt intresse av att på nytt bygga upp landets militära slagkraft.
Den ryska regeringen satsade mycket pengar och krafter på att bygga upp den ryska sjömakten. Ett projekt för att ytterligare stärka Rysslands närvaro på haven, i synnerhet Östersjön, var byggandet av starka kustbefästningar i södra Finland och norra Estland, som var delar i det ryska imperiet. Projektet fick namnet Peter den stores sjöfästning.
Meningen var att förutom starka örlogsbaser i Estland befästa yttre delen av Finska viken så att den kunde stängas av mot fientliga anfall. Ubåtar, ytfartyg, ubåtsnät, minor och kustartilleri skulle bilda ett skydd för ryska imperiets huvudstad. Stora mängder materiel och personal avsattes för byggandet. Vid första världskrigets utbrott hade arbetet just kommit igång, och betydande ryska militärenheter fanns redan på plats i Finland. De skulle senare spela en viktig roll vid februarirevolutionen 1917 och finska inbördeskriget.
Efter ryska revolutionen blev Estland och Finland självständiga stater, och det väldiga projektet med Peter den Stores sjöfästning fick skrinläggas. Rädslan för en fientlig attack mot Leningrad fanns dock kvar och påverkade i hög grad Stalin och den sovjetiska ledningens intresse av att behärska kustområdena i Finland och norra Estland. Sovjetunionens ockupation av Estland och försök att erhålla örlogsbaser i Finland orsakades av den gamla känslan av utsatthet rörande Leningrad. Det är fortfarande ett starkt ryskt intresse att behärska närområdet kring S:t Petersburg.